# آئورون هالی‌دی
آئورون هالی‌دی (انگلیسی: Aaron Holiday؛ زادهٔ ۳۰ سپتامبر ۱۹۹۶) بازیکن بسکتبال برای ایندیانا پیسرز از اتحادیه ملی بسکتبال اهل ایالات متحده آمریکا است.
از باشگاه‌هایی که در آن بازی کرده‌است می‌توان به ایندیانا پیسرز و تیم بسکتبال یوسی‌ال‌ای بروینز اشاره کرد.